# Wenner-Gren Center

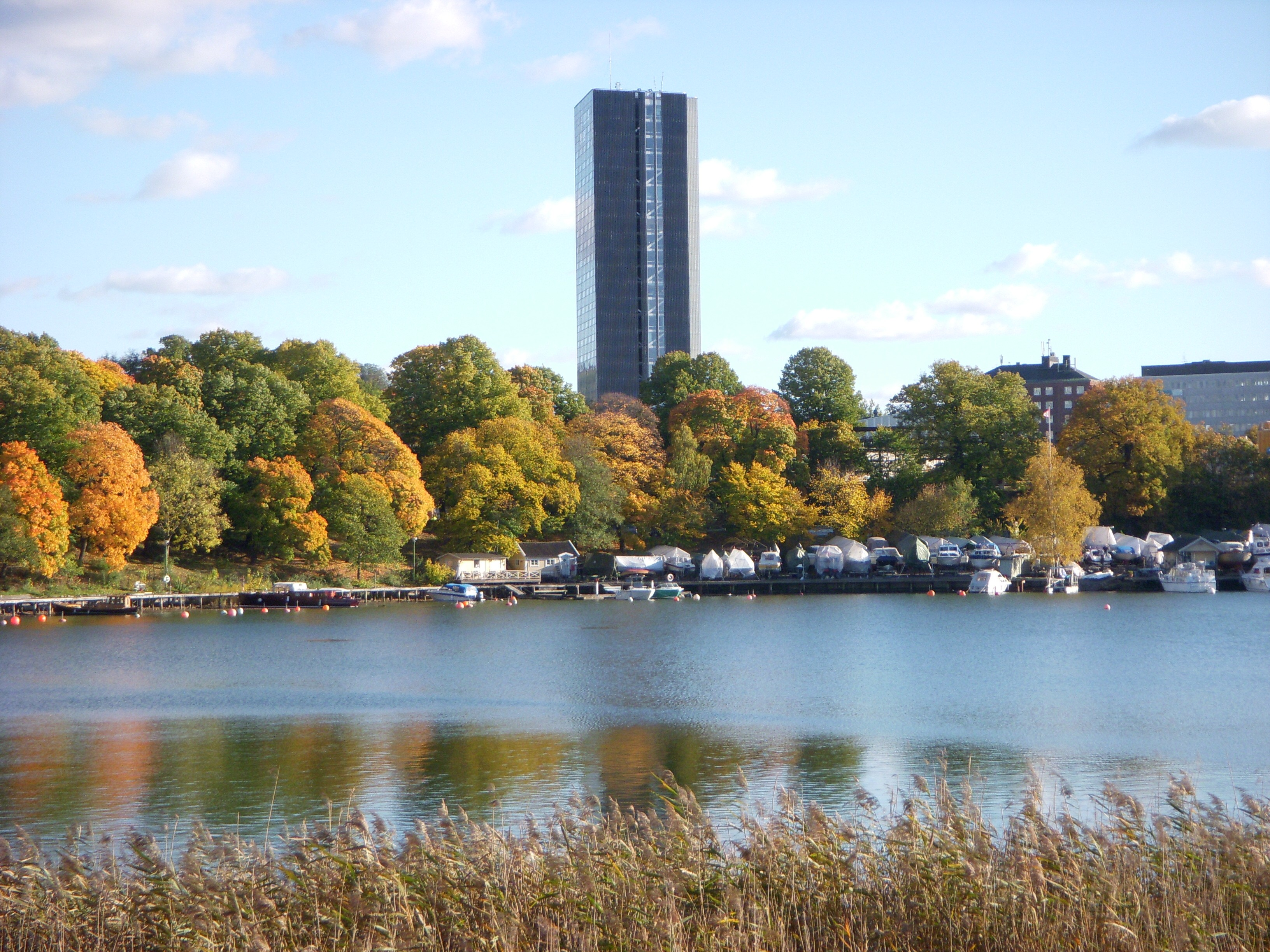
Wenner-Gren Centers höghus och Brunnsviken, 2010.

Wenner-Gren Center  är ett höghus intill Sveaplan vid norra delen av Sveavägen i stadsdelen Vasastan i Stockholms innerstad. Byggnaden, som ritades av arkitekt Sune Lindström, var det första höghus i Sverige som genomförts i stålkonstruktion och var vid färdigställandet Europas högsta byggnad med en stomme av stål.

## Bakgrund
Axel Wenner-Gren, tidigare Axel Wennergren, var VD för Electrolux, skapade sig en stor förmögenhet under 1920-talet genom försäljning av dammsugare och kylskåp, främst i USA. På förslag av nobelpristagaren Hugo Theorell (medicin 1955) donerade han 1955 pengar till ett internationellt centrum för gästande vetenskapsmän i Stockholm. Wenner-Grens donation var 8 miljoner kronor (motsvarar knappt 150 miljoner i 2025 års penningvärde), och regeringen tillhandahöll en gratis tomt.

## Byggnaden

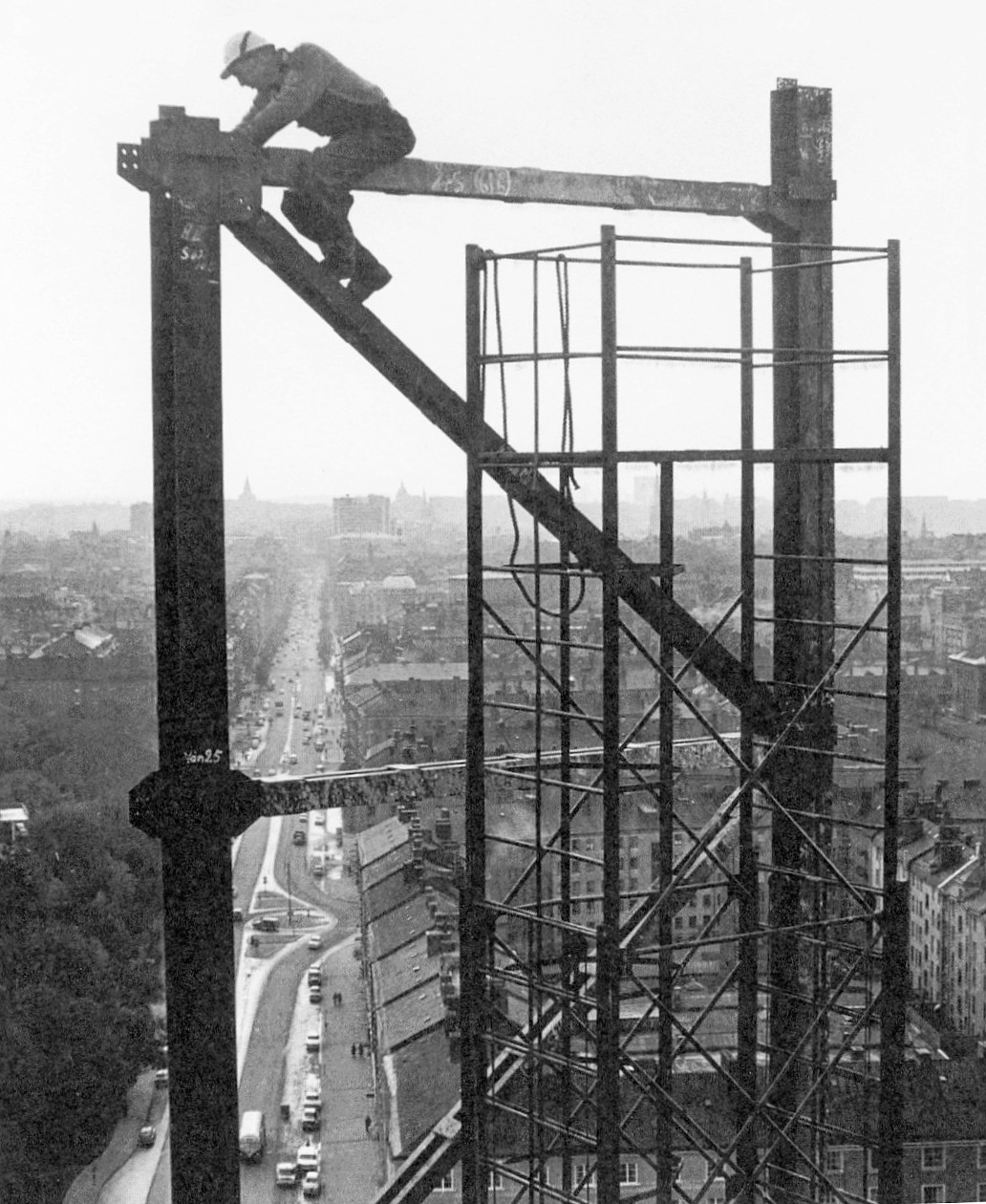
Byggnaden 1959

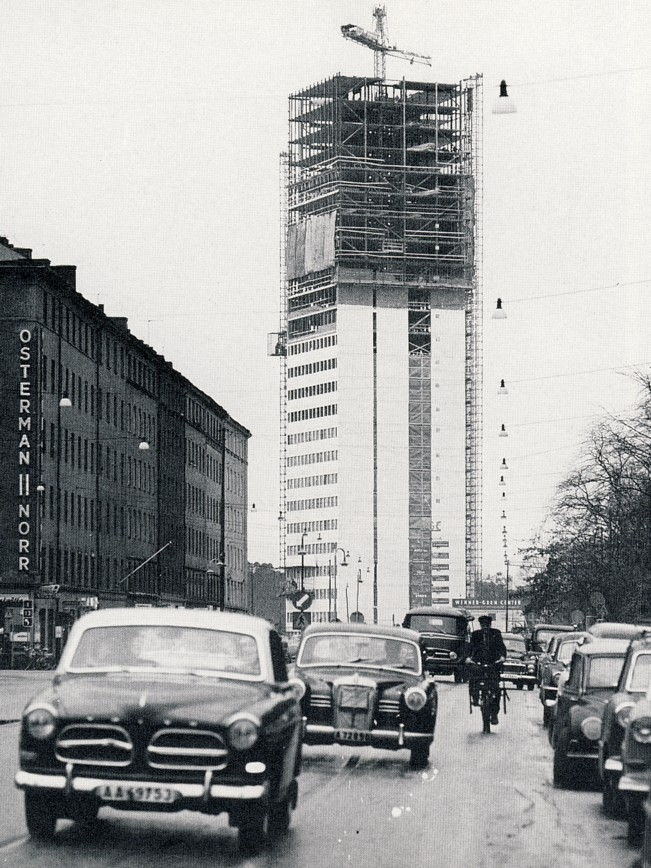
Byggnaden 1960

Wenner-Gren Center uppfördes åren 1959-1961 av John Mattson Byggnads AB, stålstommen levererades av Bröderna Hedlund. Byggnaden invigdes i januari 1962. Arkitekterna Sune Lindström och Alf Bydén ritade anläggningen med tre huskroppar. Symposiebyggnaden Tetragon närmast Sveavägen, en lägre, halvcirkelformad Helicon som rymmer gästforskarbostäder enligt Wenner-Grens intentioner och en Pylon, en hög tornbyggnad som sträcker sig 74 meter över mark (82,4 m ö.h.) och har 25 våningar. Denna del inrymmer kontor och Wenner-Gren-Stiftelserna. Den halvcirkelformade Helicon inredes av formgivaren Malene Bjørn. Lågdelen med höghusdelen i "brännpunkten" liknar ett solur och upptar formen av den lilla sjön Ormträsket som fanns här tidigare. Wenner-Gren Centers kvartersnamn Ormträsket påminner om detta.
Byggnaden var det första höghus i landet som genomförts i stålkonstruktion och på sin tid Europas högsta byggnad med en stomme i stål. För att ytterligare förstärka intrycket av ett mycket högt hus har höghusdelen utförts avsmalnande med tilltagande höjd. Kortsidorna är täckta av grovkorrugerad plåt, där trapphuset markerar sig genom ett högt, vertikalt fönsterband. Långsidorna är klädda med färgat fasadglas, en mycket modern fasadutformning för sin tid. 
Högt upp i Pylonen finns en festvåning som bjuder på utsikt över Stockholm.
Vid en renovering av fasaden 2025 upptäcktes reklammålningar från 60-talet för varumärkena Kungsörnen och Kellogs. 

## Bilder

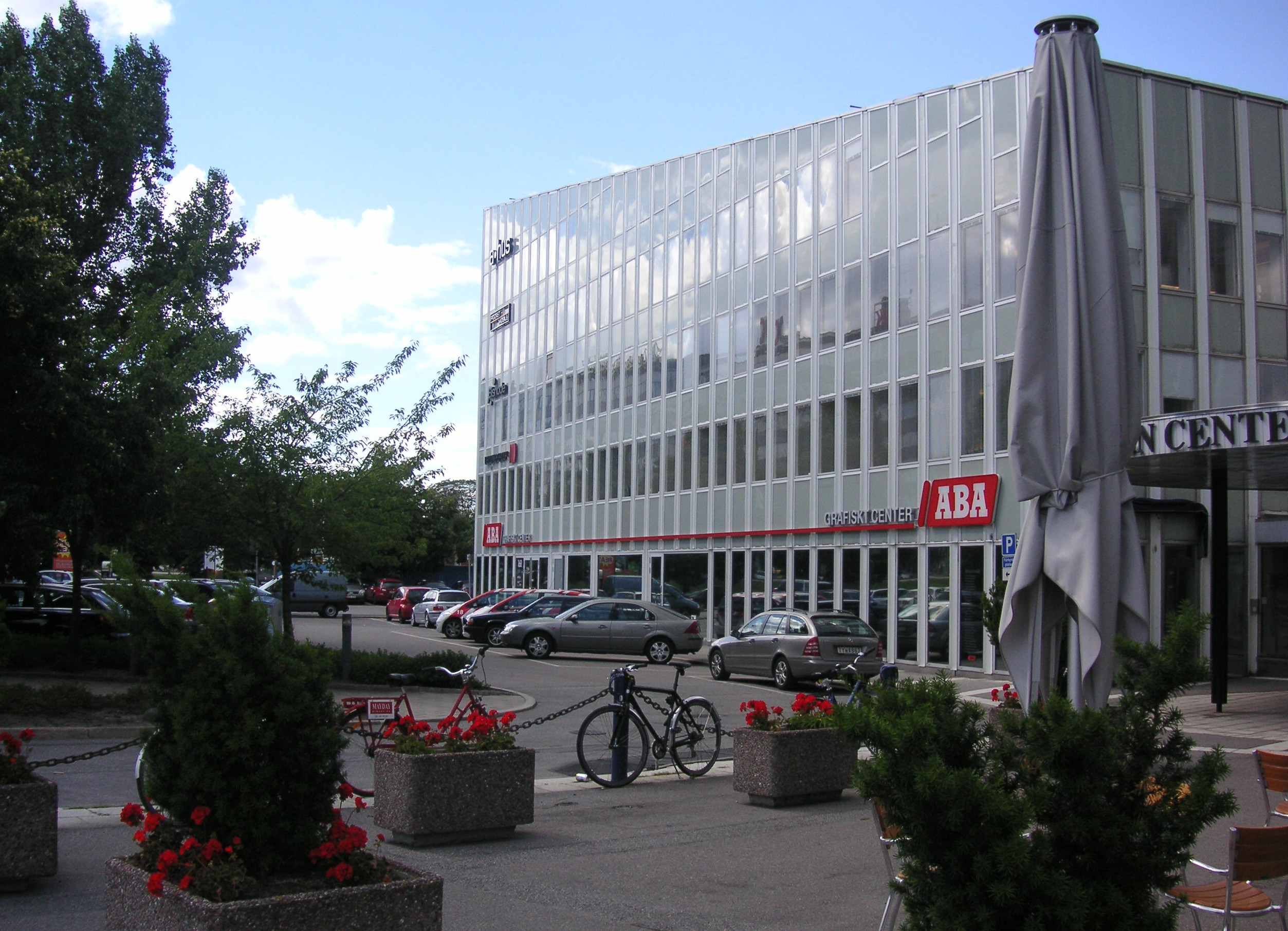
"Tetragon"
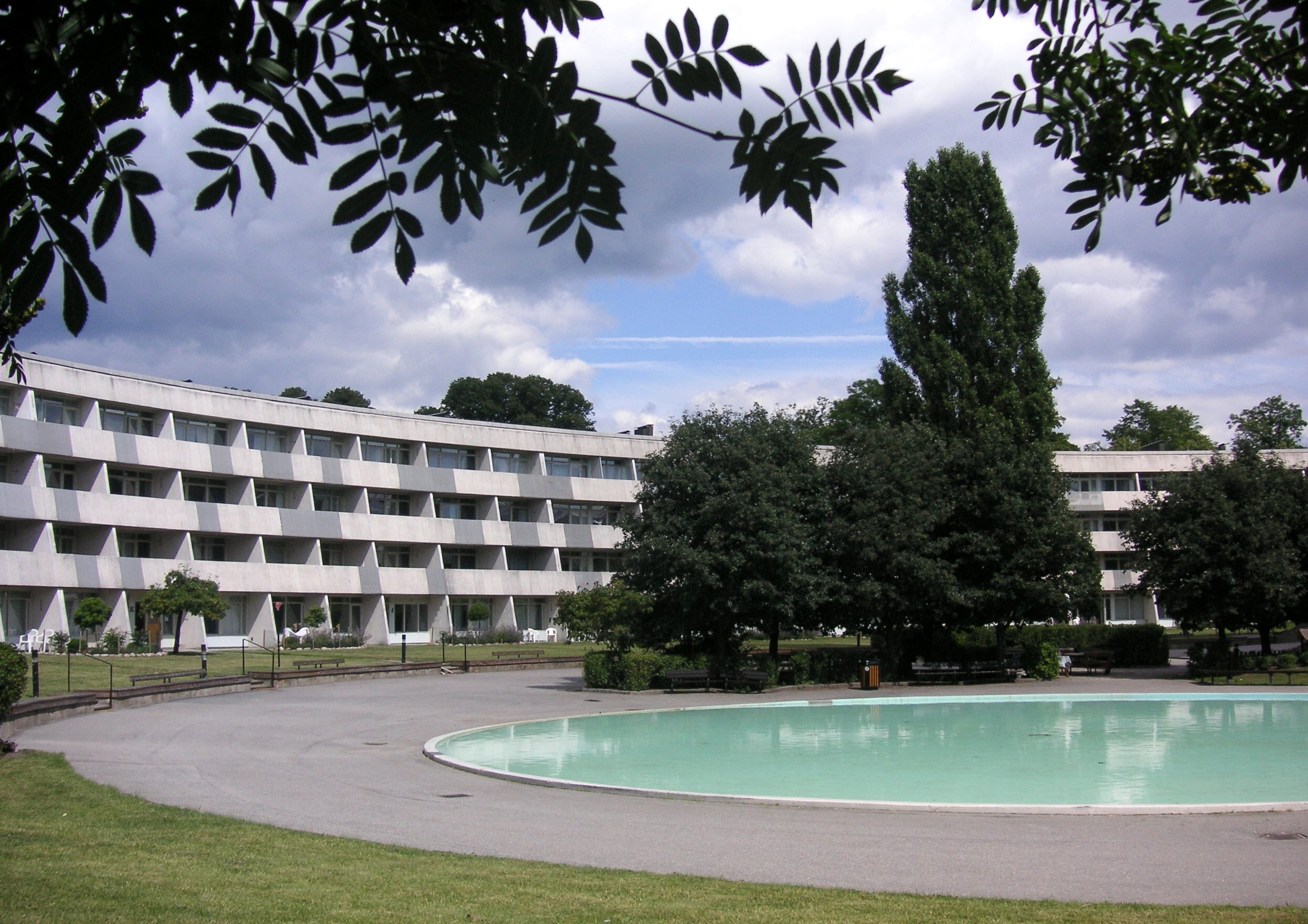
"Helicon"
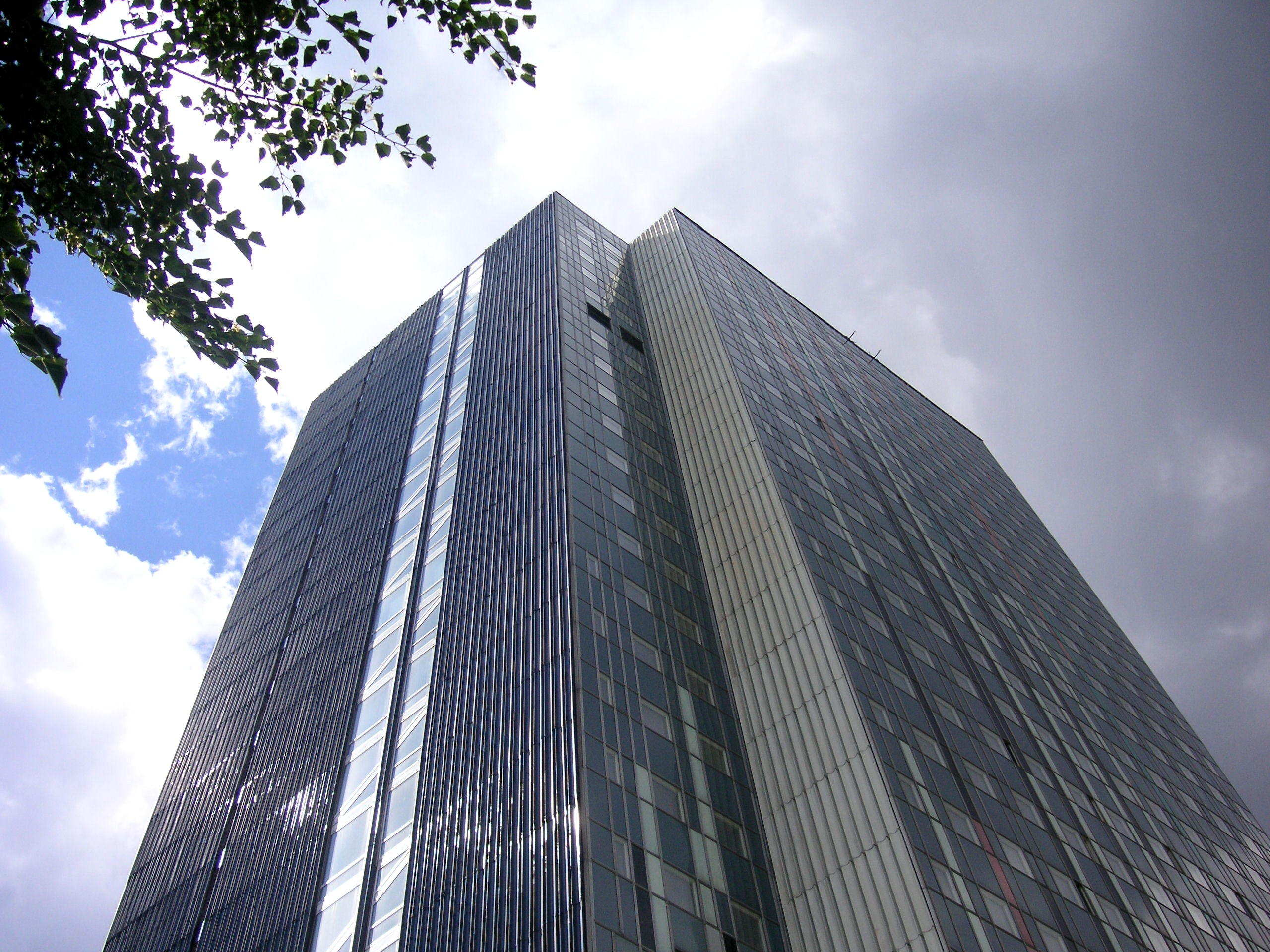
"Pylon"
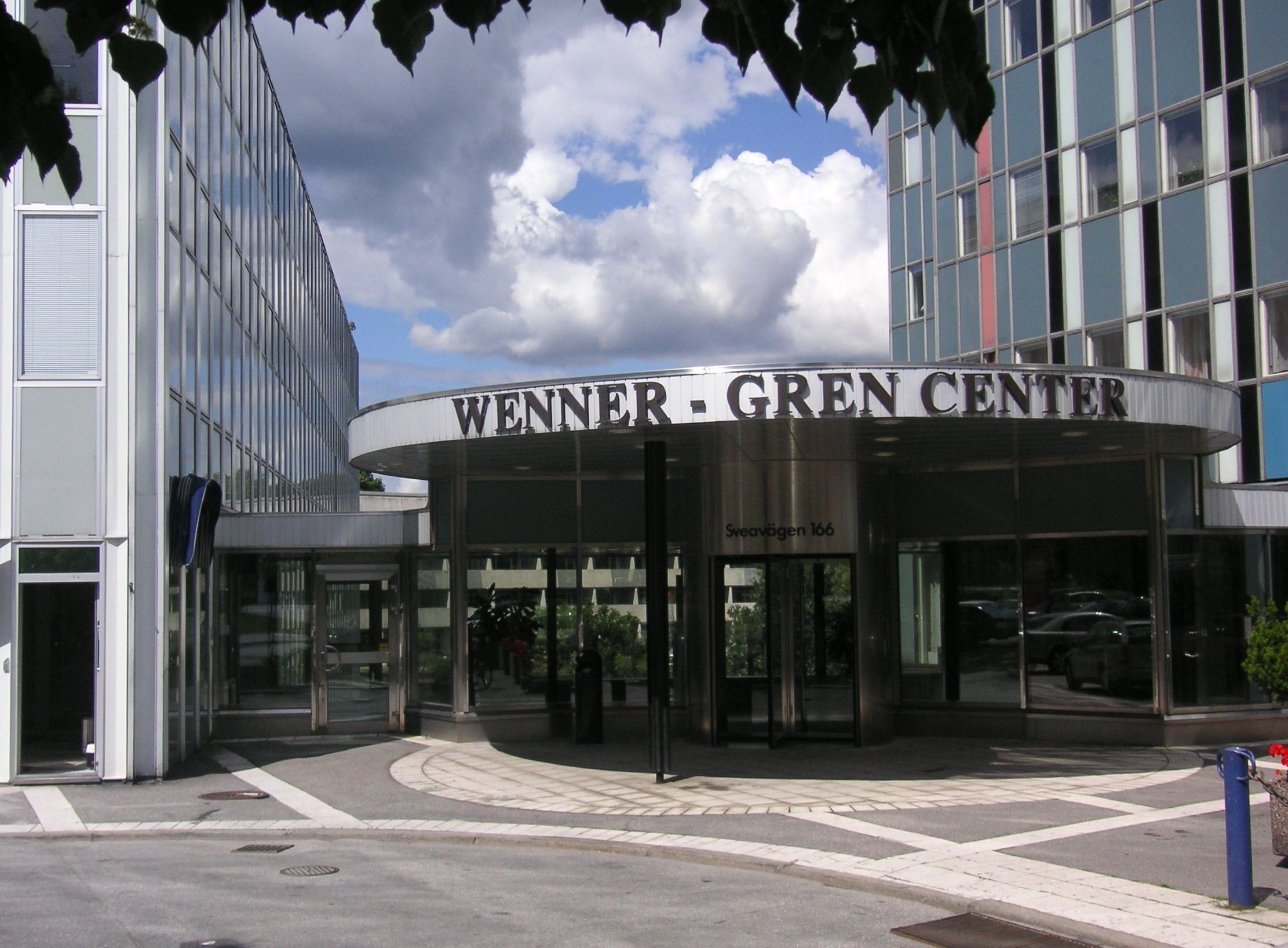
Huvudentrén
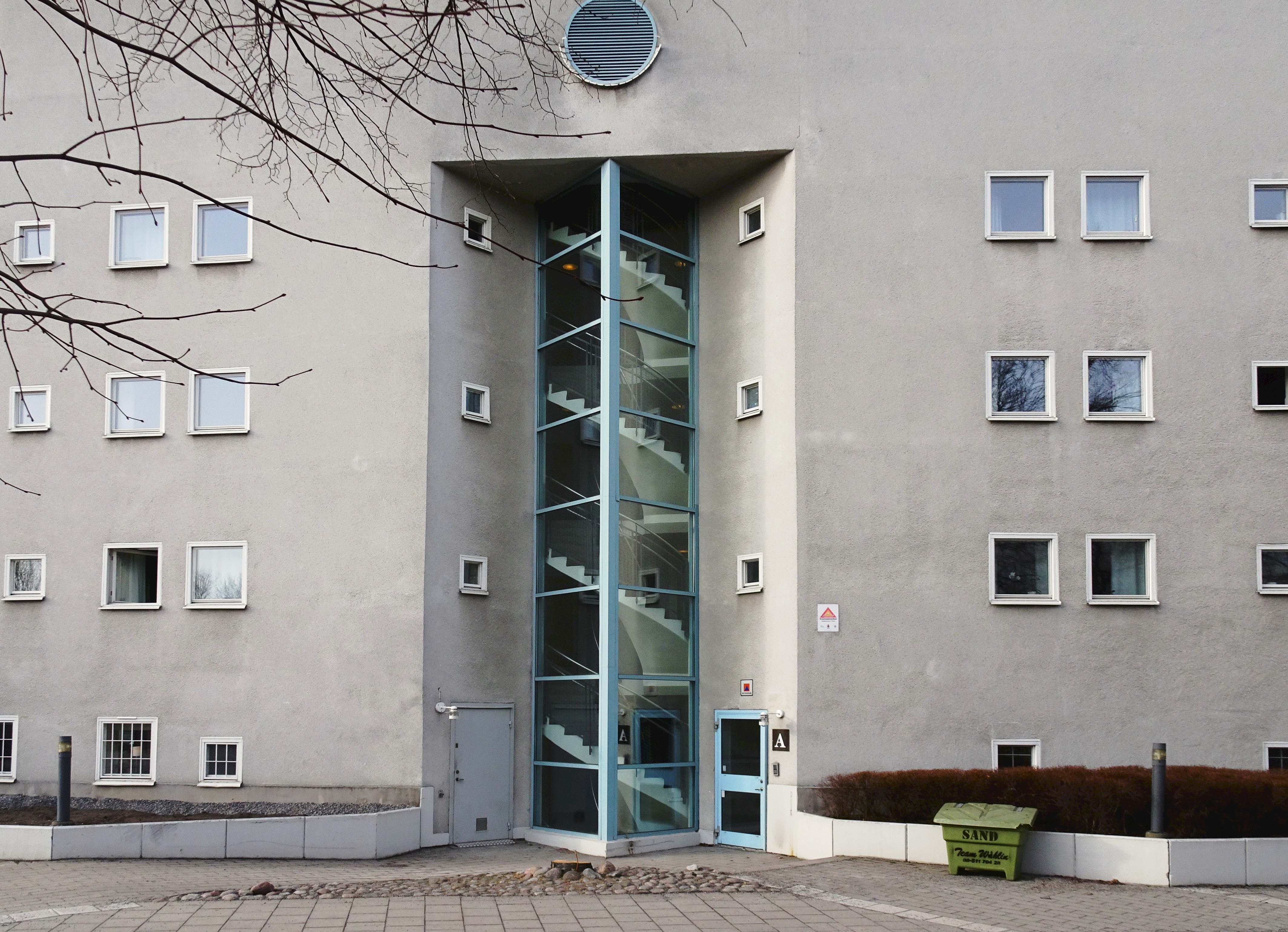
Apartment, trapphus